# Doljani (Daruvar)
Doljani es una localidad de Croacia en la ciudad de Daruvar, condado de Bjelovar-Bilogora.

## Geografía
Se encuentra a una altitud de 255 m s. n. m. a 127 km de la capital nacional, Zagreb.

## Demografía
En el censo 2021, el total de población de la localidad fue de 655 habitantes.
| Gráfica de población de Doljani 1857-2011                           |
|                                                                     |
| Según los censos de población de la oficina estadística de Croacia. |

## Historia
En 1991, la aldea tenía 1.003 habitantes, de los cuales 361 (35,99%) eran croatas y 219 (21,83%) eran serbios. El resto de la población comprendía otros grupos étnicos.
El pueblo fue atacado por los grupos paramilitares serbios y JNA el 16 de septiembre de 1991. Cuatro civiles no serbios murieron en el ataque.
Entonces, en la localidad de Doljani existía un cuartel de las fuerzas de defensa territorial croata pero bajo el dominio del JNA desde 1990. En tiempos de paz, en el lugar se encontraba el material para la movilización de la Brigada Partisana 21.
El cuartel, conocido como Polom, fue sede de combates entre fuerzas independentistas croatas y miembros del Ejército Popular Yugoslavo (JNA) por su control. Entre el 16 y 17 de septiembre de 1991, se desarrolló el combare que finalizó en la ocupación del cuartel y la fuga hacia Pakrac de los miembros del JNA.